# Frasne
Frasne là một xã trong vùng hành chính Franche-Comté, thuộc tỉnh Doubs, quận Pontarlier, tổng Levier. Tọa độ địa lý của xã là 46° 51' vĩ độ bắc, 06° 09' kinh độ đông. Frasne nằm trên độ cao trung bình là 859 mét trên mực nước biển, có điểm thấp nhất là 810 mét và điểm cao nhất là 882 mét. Xã có diện tích 32.87 km², dân số vào thời điểm 1999 là 1624 người; mật độ dân số là 49 người/km².

## Thông tin nhân khẩu
| 1962  | 1968  | 1975  | 1982  | 1990  | 1999  |
| ----- | ----- | ----- | ----- | ----- | ----- |
| 1.339 | 1.353 | 1.430 | 1.355 | 1.519 | 1.624 |